# 公開買付撤回届出書
公開買付撤回届出書（こうかいかいつけてっかいとどけでしょ）は、金融商品取引法に基づき公開買付けをする者（以下、「公開買付者」）が、当該公開買付けに関し被公開買付者等に重大な支障となる事情が発生したとき、または公開買付者に重大な事情の変更が生じたときで、これらにより公開買付けを撤回する場合に、その旨を記載する外部への開示資料である。

## 根拠法令
- 提出根拠法令：金融商品取引法 第27条の11
- 委任政令：金融商品取引法施行令 第14条
- 提出様式および内容の根拠：

発行者による上場株券等の公開買付けの開示に関する内閣府令 17条
発行者以外の者による株券等の公開買付けの開示に関する内閣府令 28条

## 公開買付撤回届出書提出の義務
公開買付者は、原則として、公開買付開始公告をした後は、当該公開買付けを撤回することができない。
しかし、以下の場合は、例外的に公開買付者が撤回することができる。
- 公開買付けの対象となる株券等の発行者またはその子会社の、業務または財産に関する重要な変更その他の公開買付けの目的の達成に重大な支障となる事情（政令で定めるものに限られ、かつ、公開買付けの撤回等をすることがある旨の条件を付した場合）が発生した場合。
- 公開買付者に破産手続開始の決定その他の政令で定める重要な事情の変更が発生した場合。

公開買付けの撤回等を行おうとする場合には、公開買付期間の末日までに、公開買付けの撤回等を行う旨とその理由等を公告しなければならない。（公告を期限までに行うことができない場合は、公告に記載すべき内容を公表し、その後直ちに公告を行う）
公告または公表を行った者は、当該公告または公表を行った日に、公告の内容等を記載した書類公開買付撤回届出書を内閣総理大臣に提出しなければならない。 
公開買付けの撤回等は、当該公告をした場合に限り公告を行った時に発効する。（公表および公告を行った場合は公表を行った時）
公開買付撤回届出書の意義は、原則として撤回ができない公開買付けを、例外的に撤回する公開買付者がその理由を明らかにすることで、投資者を保護するとともに証券市場の信頼性を確保することにあるといえる。
- 公開買付者が発行者の場合は、第3号様式により公開買付撤回届出書を3通作成し、関東財務局長に提出しなければならない。
- 公開買付者が発行者以外の場合は、第5号様式により公開買付撤回届出書を3通作成し、関東財務局長に提出しなければならない。

報告書の内容は、金融庁の電子開示・提出システムEDINETを通じて電子提出することが義務づけられており、同庁が設置したウェブサーバ経由での縦覧ができるほか、財務局や証券取引所、場合によっては自社のウェブサイトにPDFファイルの形で登録してあることもある。

### 重大な支障となる事情
1.から3.までに掲げるものについては、軽微なものとして内閣府令で定める基準に該当するものを除く。(金融商品取引法施行令14条)
1. 対象者またはその子会社（会社法第2条第3号に規定する子会社）の業務執行を決定する機関が次に掲げる事項を行うことについての決定をしたこと
  1. 株式交換
  2. 株式移転
  3. 会社の分割
  4. 合併
  5. 解散（合併による解散を除く。）
  6. 破産手続開始、再生手続開始または更生手続開始の申立て
  7. 資本金の額の減少
  8. 事業の全部または一部の譲渡、譲受け、休止または廃止
  9. 金融商品取引所に対する株券等の上場の廃止に係る申請
  10. 認可金融商品取引業協会に対する株券等の登録の取消しに係る申請
  11. 預金保険法第74条第5項の規定による申出
  12. 株式または投資口の分割
  13. 株式または新株予約権の割当て（新たに払込みをさせないで行うものに限る。）
  14. 株式、新株予約権、新株予約権付社債または投資口の発行（12.および13.以外）
  15. 自己株式（会社法第113条第4項に規定する自己株式をいう。）の処分（13.以外）
  16. 既に発行されている株式について、会社法第108条第1項第8号または第9号に掲げる事項について異なる定めをすること。
  17. 重要な財産の処分または譲渡
  18. 多額の借財
  19. 1.から18.までに掲げる事項に準ずる事項で公開買付者が公開買付開始公告および公開買付届出書において指定したもの
2. 対象者の業務執行を決定する機関が次に掲げる場合の区分に応じ、次に定める決定をしたこと（公開買付開始公告日以後に公表されたものに限る。）。
  1. 公開買付開始公告日に、対象者の業務執行を決定する機関が当該公開買付けの後に当該公開買付者の株券等所有割合を内閣府令で定める割合以上減少させることとなる新株の発行その他の行為（当該公開買付けに係る買付け等の期間の末日後に行うものに限る。）を行うことがある旨の決定を既に行っており、かつ、当該決定の内容を公表している場合　当該決定を維持する旨の決定
  2. 公開買付開始公告をした日において、対象者またはその子会社が会社法第108条第1項第8号または第9号に掲げる事項について異なる定めをした内容の異なる二以上の種類の株式に係る株券等を発行している場合　当該異なる定めを変更しない旨の決定
3. 対象者に次に掲げる事実が発生したこと（公開買付開始公告を行った日以後に発生したものに限る。）。ただし、1.、3.、5.および7.にあっては、公開買付者およびその特別関係者によって行われた場合を除く。
  1. 事業の差止めその他これに準ずる処分を求める仮処分命令の申立てがなされたこと。
  2. 免許の取消し、事業の停止その他これらに準ずる行政庁による法令に基づく処分がなされたこと。
  3. 当該対象者以外の者による破産手続開始、再生手続開始、更生手続開始または企業担保権の実行の申立てまたは通告がなされたこと。
  4. 手形もしくは小切手の不渡り（支払資金の不足を事由とするものに限る。）または手形交換所による取引停止処分があったこと。
  5. 主要取引先（前事業年度における売上高または仕入高が売上高の総額または仕入高の総額の百分の十以上である取引先をいう。）から取引の停止を受けたこと。
  6. 災害に起因する損害
  7. 財産権上の請求に係る訴えが提起されたこと。
  8. 株券の上場の廃止（当該株券を上場しているすべての金融商品取引所において上場が廃止された場合に限る。）
  9. 株券の登録の取消し（当該株券を登録しているすべての認可金融商品取引業協会において登録が取り消された場合（当該株券が上場されたことによる場合を除く。）に限る。）
  10. 1.から9.までに掲げる事実に準ずる事実で公開買付者が公開買付開始公告および公開買付届出書において指定したもの
4. 株券等の取得につき他の法令に基づく行政庁の許可、認可、承認その他これらに類するもの（以下この号において「許可等」という。）を必要とする場合において、公開買付期間の末日の前日までに、当該許可等を得られなかったこと。
5. その他前各号に準ずるものとして内閣府令で定めるもの

### 重要な事情の変更
1. 死亡
2. 後見開始の審判を受けたこと。
3. 解散
4. 破産手続開始の決定、再生手続開始の決定または更生手続開始の決定を受けたこと。
5. 当該公開買付者およびその特別関係者以外の者による破産手続開始、再生手続開始、更生手続開始または企業担保権の実行の申立てまたは通告がなされたこと。
6. 不渡り等があったこと。